# Bassaricyon medius
Bassaricyon medius är ett rovdjur i släktet olingobjörnar som förekommer i Central- och Sydamerika. Populationen listades en längre tid som underart eller synonym till Allens olingo (Bassaricyon alleni) och den godkänns sedan 2013 åter som art.

## Utseende
Arten har jämförd med Allens olingo inte lika många svarta hårspetsar i ovansidans päls som därför är ljusare och mindre spräcklig. Dessutom är näsan rosa utan mörka pigment. Bassaricyon medius är allmänt mindre än Allens olingo och större än Bassaricyon neblina.
I norra delen av utbredningsområdet förekommer underarten Bassaricyon medius orinomus som är lite större än nominatformen och som har en mer rödaktig svans vad som skiljer den från Allens olingo. Kraniet av Bassaricyon medius är smalare och mer långsträckt än kraniet av Allens olingo.
Underarten B. m. orinomus når en kroppslängd (huvud och bål) av 35,5 till 41,0 cm, en svanslängd av 40 till 52 cm och en vikt av 1050 till 1100 g. B. m. medius är med en kroppslängd av 31,0 till 41,5 cm, en svanslängd av 35 till 43,5 cm och en vikt av 915 till 1200 g oftast mindre. Arten har 6 till 9 cm långa bakfötter och 2,5 till 4,5 cm stora öron.

## Utbredning
Utbredningsområdet sträcker sig från Panama över Colombias norra och västra lågland till Ecuador. Vid Andernas västra sluttningar når arten 1800 meter över havet.

## Ekologi
Bassaricyon medius är liksom andra olingobjörnar aktiv på natten och den klättrar främst i träd. Födan utgörs främst av frukter och nektar. Arten besöker därför frukt- och kaffeodlingar. Djuret delar reviret med veckelbjörnen. Individerna vilar på dagen i trädens håligheter eller i andra gömställen i bladverket. De lever största delen av året ensam. Ett exemplar hade ett 37 hektar stort revir. Honan föder en unge per kull.

## Upptäcktshistoria
Den franska zoologen Joseph Huet beskrev 1883 exemplar av arten utan att etablera ett giltigt vetenskapligt namn. Den godkända beskrivningen med namnet Bassaricyon medius utfördes 1909 av Oldfield Thomas. Året 1920 etablerades underarten B. m. orinomus av den amerikanska zoologen Edward Alphonso Goldman.

## Status
Beståndet hotas i viss mån av skogsavverkningar. Utbredningsområdet är däremot stort och i regionen förekommer flera skyddszoner. IUCN listar arten som livskraftig (LC).